# ADM-Design
Das ADM-Design ist ein Auswahlverfahren der Arbeitsgemeinschaft deutscher Marktforschungsinstitute, das auf einer dreistufigen Zufallsstichprobe beruht.
Es ist in der Regel die Grundlage von Forschungsdesigns in Deutschland bei regionalen und landesweiten Wahlumfragen, kommerzieller Markt- und Meinungsforschung oder sozialwissenschaftlichen Umfragen. Es wird von GfK, Ipsos, Kantar, Marplan und anderen Instituten genutzt. Das Design wurde vom Diplom-Mathematiker Friedrich Wendt (1920–2003) entwickelt. Grund für die Entwicklung des ADM-Designs ist, dass sich die Ziehung von Gemeindestichproben nur schwer durchführen lässt, da in Deutschland kein nationales Personenregister existiert, auf das Forscher zugreifen könnten.
Die dreistufige Zufallsstichprobe mit Gebietsauswahl ist eine Flächenstichprobe. Grundgesamtheit sind alle Privathaushalte Deutschlands und der dort Hauptwohnsitz gemeldeten.
- Erste Stufe: In der ersten Stufe werden Stimmbezirke (sampling points) ausgewählt.[1] Je größer der Bezirk, desto größer die Auswahlwahrscheinlichkeit (PPS-Design = probabilities proportional to size). Die Auswahl der Bezirke beruht auf Daten der Wahlbezirksstatistik des Statistischen Bundesamtes.
- Zweite Stufe: Nach der Random-Route-Methode werden Adressen bestimmt (EPSEM-Stichprobe = equal probability selection method).
- Dritte Stufe: In der dritten Stufe wird nach dem Schwedenschlüssel ein Haushaltsmitglied ausgewählt. Je größer der Haushalt, desto geringer die Wahrscheinlichkeit, ausgewählt zu werden.

Das ADM-Design findet, anders als das akademisch-orientierte Gabler-Häder-Design, eher im kommerziellen Bereich Anwendung.
Ausgeschlossen werden von diesem Verfahren Ausländer und die Bevölkerung in Gemeinschaftsunterkünften wie Hotelgäste und Anstaltsbevölkerung (Studenten, Polizisten, Soldaten, Zivildienstleistende, Ordensmitglieder, Strafgefangene, Patienten psychiatrischer Kliniken, Personen in Einrichtungen der Altenhilfe) sowie Auslandsdeutsche. Bei weiteren Gruppen können Probleme auftreten.
Beim ADM-Design hat der Interviewer (im Unterschied zur aufwändigeren ALLBUS-Stichprobe) einen relativ größeren Einfluss auf die Auswahl der Zielpersonen, da vor Feldbeginn keine genau definierte Stichprobe von Personenadressen vorliegt. Dies ist als Nachteil anzusehen. Um diesen Nachteil auszugleichen, kann im Rahmen des ADM-Designs auf Stimmbezirksebene alternativ auf Daten der Einwohnermelderegister zurückgegriffen werden, was in der Praxis aber selten angewandt wird.